# فلسفه علم فمینیستی

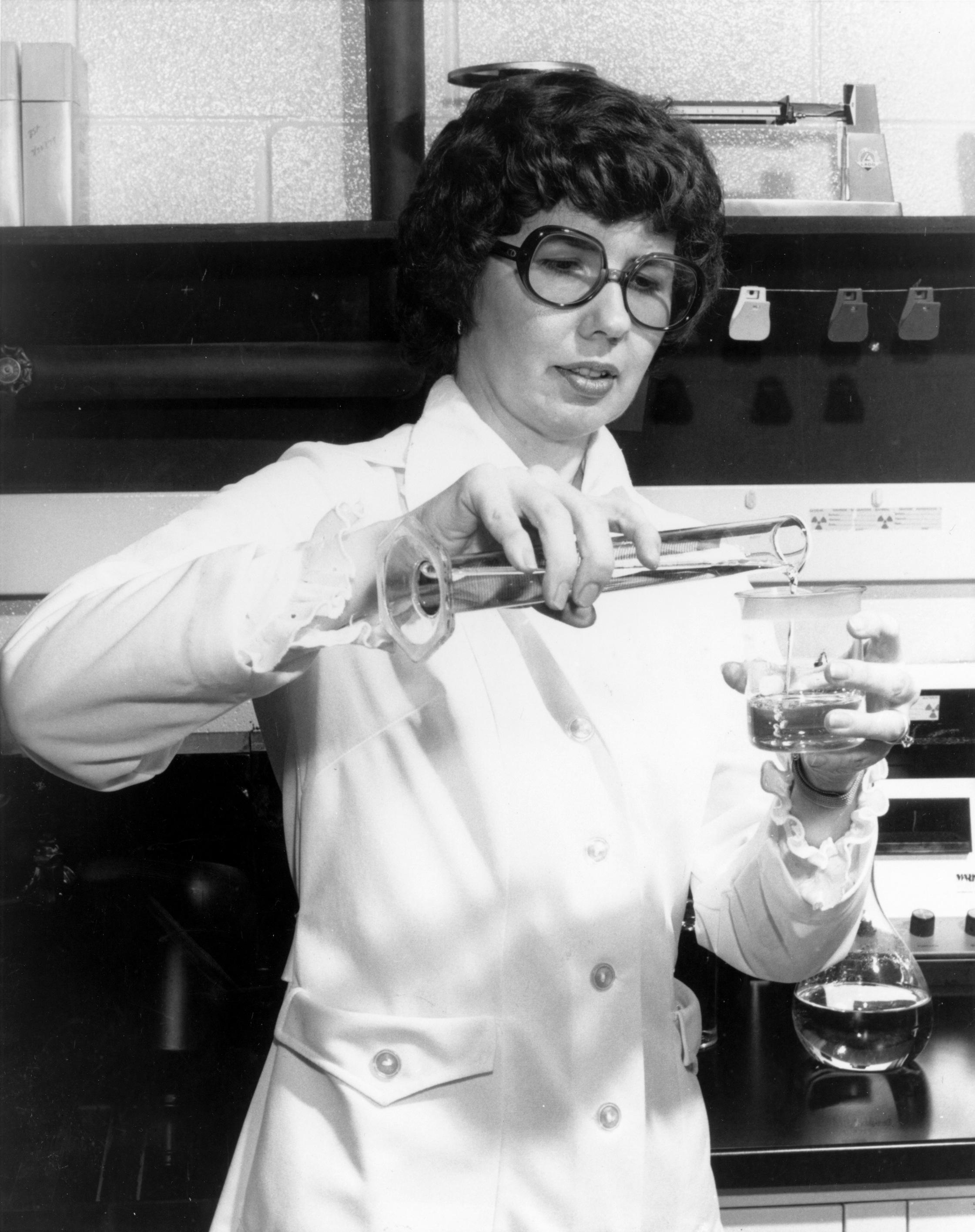
زنان اغلب مجاز به کار رسمی به‌عنوان دانشمند نبودند، و دستیار دانشمندان مرد بودند.

فلسفه علم فمینیستی (انگلیسی: Feminist philosophy of science) شاخه‌ای از فلسفه فمینیستی است که به‌دنبال درک این موضوع است که چگونه کسب دانش از طریق ابزارهای علمی تحت‌تأثیر مفاهیم هویت جنسیتی و نقش‌های جنسیتی در جامعه قرار گرفته است. فیلسوفان علم فمینیست این سؤال را مطرح می‌کنند که چگونه تحقیقات علمی و دانش علمی ممکن است تحت‌تأثیر چارچوب اجتماعی و حرفه‌ای که در آن پژوهش و دانش ایجاد شده و وجود دارد، در معرض خطر قرار گیرد. تلاقی جنسیت و علم به فیلسوفان فمینیست اجازه می‌دهد تا پرسش‌ها و حقایق اساسی در حوزه علم را مجدداً بررسی کنند تا نشان دهند که چگونه سوگیری‌های جنسیتی ممکن است بر نتایج علمی تأثیر بگذارد. فلسفه علم فمینیستی با عنوان «در تقاطع فلسفه علم و دانش فمینیستی» توصیف شده است و از دهه ۱۹۸۰ توجه‌ها را به خود جلب کرده است.